# تعقيل (علم النفس)
في علم النفس، التعقيل هو القدرة على فهم الحالة العقلية، من النفس التي تكمن وراء السلوك العلني. ويمكن النظر إلى التعقيل على أنه شكل من أشكال النشاط العقلي الخيالي الذي يتيح لنا إدراك وتفسير السلوك البشري من حيث الحالات العقلية المتعمدة، على سبيل المثال: الاحتياجات والرغبات والمشاعر والمعتقدات والأهداف والمقاصد والأسباب). يوصف أحيانا بأنها «فهم سوء الفهم».  بينما يستخدم ديفيد والين مصطلحاً آخر في التفكير العقلي هو «التفكير في التفكير». يمكن أن تحدث عملية التعقيل إما تلقائيا أو بوعي. القدرة على التعقيل تضعف بسبب العاطفة الشديدة.
في حين أن «نظرية العقل» قد نوقشت في الفلسفة على الأقل منذ وجود رينيه ديكارت، ظهر مفهوم التعقيل في أدب التحليل النفسي في أواخر الستينيات، وأصبح اختبارا تجريبيا في عام 1983 ميلاديًا عندما قام هاينز ويمر وجوسيف بيرنر بأول تجربة للتحقيق عن إمكانية إدراك الأطفال للإعتقادات الكاذبة، مستوحى من تفسير دانيال دينيت لمشهد لكمة وجودي.
قد تنوع هذا المجال في أوائل التسعينات بناء على دراسة ويمر وبيرنر، ودمجها آخرون بحثا عن الآليات النفسية والبيولوجية الكامنة وراء التوحد والفصام. في الوقت نفسه، بيتر فوناجي وزملاؤه قاموا بتطبيقه على علم النفس التنموي في سياق علاقات التعلق. وفي الآونة الأخيرة، قام العديد من الباحثين في مجال الصحة العقلية للأطفال مثل أريتا سليد وجون غريننبرغر وأليسيا ليبرمان ودانيال شيشتر وسوزان كوتس بتطبيق عملية التعقيل لإعادة البحث عن الأبوة والأمومة والتدخلات السريرية مع الآباء والأمهات والأطفال الصغار.
تنطوي عملية التعقيل على اشراك نظرية التعلق بالتطور الذاتي. وفقا لبيتر فوناجي، الأفراد الذين يعانون من نمط التعلق الغير منظم (على سبيل المثال، بسبب الاعتداء الجسدي أو النفسي أو الجنسي)، يمكن أن يكون لهم صعوبة أكبر في تطوير القدرة على التعقيل. تاريخ التعلق يحدد جزئيا قوة القدرة الذهنية للأفراد. تميل الأفراد المرفقة بشكل آمن إلى أن يكون مقدم الرعاية الأولية ذو قدرات عقلية أكثر تعقيدا وتطورا. ونتيجة لذلك، فإن هؤلاء الأطفال يمتلكون قدرات أكثر قوة لتمثيل دولهم وأذهان الآخرين. ويمكن أن يؤدي التعرض للعدوى في مرحلة الطفولة المبكرة إلى حماية الفرد من الشدائد النفسية الاجتماعية. وتحتاج هذه النظرية إلى مزيد من الدعم التجريبي.

## روابط خارجية
- Anthony Bateman's homepage.
- Mentalization factoids – compiled by Frederick Leonhardt نسخة محفوظة 9 يوليو 2013 على موقع واي باك مشين.. A summary of mentalization.
- Norenzayan، Ara؛ Gervais، Will M.؛ Trzesniewski، Kali H. "Mentalizing Deficits Constrain Belief in a Personal God". PLoS ONE. ج. 7 ع. 5: e36880. DOI:10.1371/journal.pone.0036880. مؤرشف من الأصل في 2015-01-09.{{استشهاد بدورية محكمة}}:  صيانة الاستشهاد: دوي مجاني غير معلم (link)